# 棱枝冬青
棱枝冬青（学名：Ilex angulata）是冬青科冬青属的植物，为中国的特有植物。分布于中国大陆的广西、海南等地，生长于海拔400米至500米的地区，常生长在山地丛林中或疏林中，目前尚未由人工引种栽培。